# Tunel pod Fehmarnskou úžinou
Tunel pod Fehmarnskou úžinou (dánsky Femern Bælt-tunnelen, německy Fehmarnbelttunnel) je 17,6 km dlouhý ponořený železniční a silniční podmořský tunel ve výstavbě, který spojí německý pobřežní ostrov Fehmarn a dánský ostrov Lolland, tím že podejde 18 km širokou Fehmarnskou úžinou v Baltském moři a umožní přímé železniční a dálniční spojení mezi severním Německem a jihem Dánska. Výstavba začala v lednu 2021, tunel by měl být dokončen v roce 2029. Mělo by jít o nejdelší ponořený tunel na světě a zároveň o nejdelší zároveň silniční a železniční tunel na světě.
Tunelem povede dvojkolejná elektrifikovaná železniční trať a čtyřpruhová dálnice. Tunel má být složen z betonových prefabrikátů, které mají být umístěny do příkopu vyhloubeného na dně moře (široký šedesát a hluboký šestnáct metrů) a následně zasypaného, takže po dokončení povede v hloubce 40 metrů pod hladinou. Tunel zkrátí dobu cesty mezi Lollandem a Fehmarnem ze 45 minut trajektem (bez započtení doby čekání a nástupu) na 10 minut autem a sedm minut vlakem. Elektrifikovaná vysokorychlostní trať bude umožňovat rychlost 200 km/h.
Tunel nahradí silně vytíženou trajektovou linku z Rødby a Puttgardenu, kterou v současnosti provozuje společnost Scandlines.
Původně byl projekt koncipován jako most, ale v roce 2010 bylo změněn na tunel, který má méně stavebních rizik, přestože finanční náklady by byly velmi podobné. Dánský parlament schválil projekt velkou většinou v lednu 2011 a stavba byla definitivně schválena dánským parlamentem dne 28. dubna 2015. Náklady na projekt byly původně odhadovány na 5,5 miliardy eur, do roku 2010, kdy Dánsko a Německo podepsaly smlouvu o výstavbě mostu, vzrostly na 7,4 miliardy eur. Tunel bude financovat Dánsko, které bude vybírat mýtné z průjezdu. Německo zaplatí dalších 800 milionů eur za napojení tunelu na svou dálniční síť.
V lednu 2021 začala na dánské straně, v Rødbyhavn, výstavba továrny na stavbu jednotlivých betonových sekcí ponořeného tunelu. Slavnostní položení základního kamene na dánské straně proběhlo 1. ledna 2021, na německé straně 29. listopadu 2021.

## Širší souvislosti tunelu

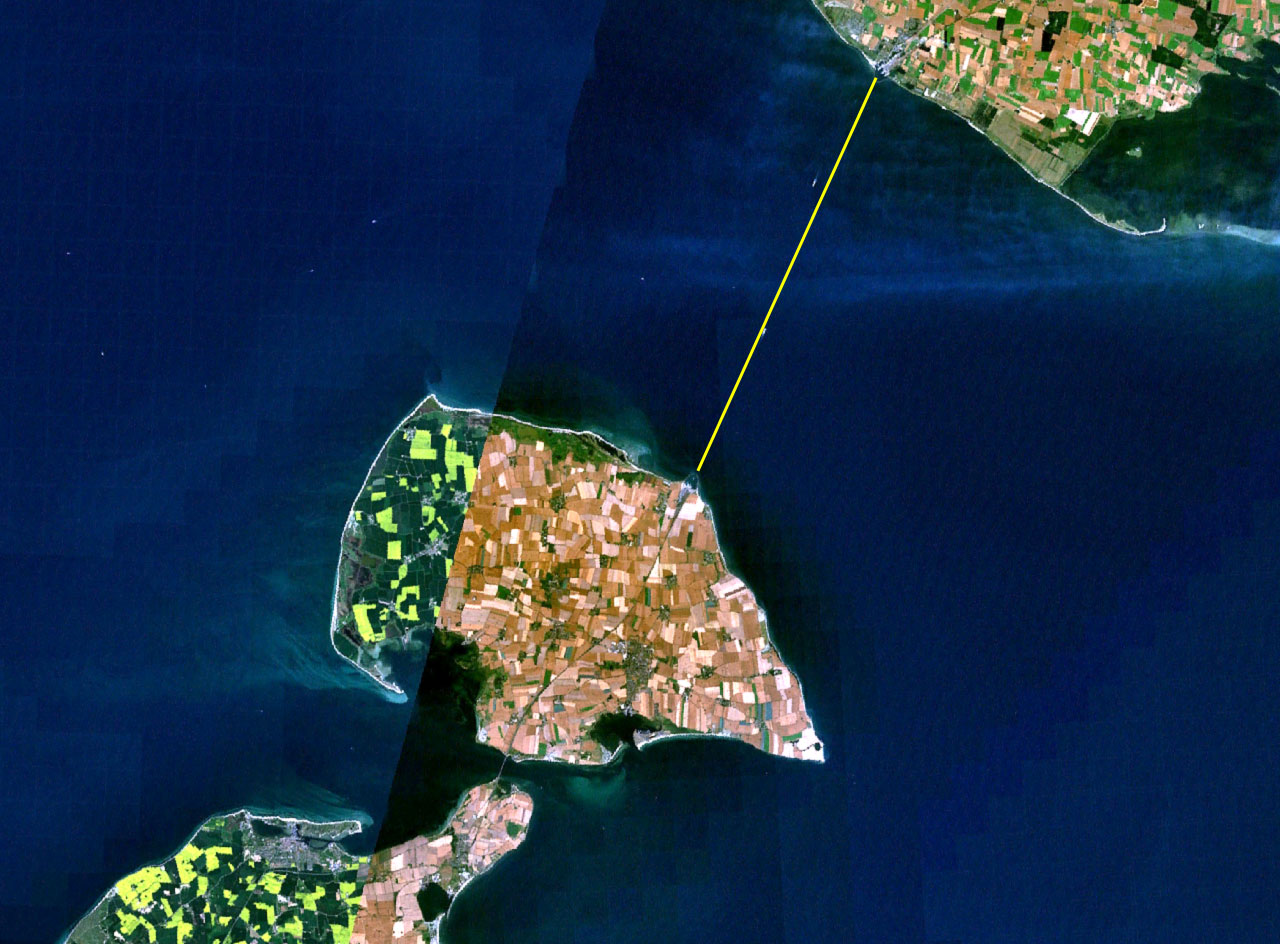
Satelitní snímek

Tunel by měl procházet pod 18 km širokou Fehmarnskou úžinou v Baltském moři a umožnit přímé železniční a dálniční spojení mezi severním Německem a Lollandem, odtud by měl pokračovat na největší dánský ostrov Sjælland (kde leží i hlavní město Kodaň). Tento dopravní koridor je znám v němčině jako Vogelfluglinie a v dánštině jako Fugleflugtslinjen – „ptačí letová trasa“.
Ostrov Fehmarn je již spojen mostem s německou pevninou a naopak Lolland je již spojen tunelem a mostem se Sjællandem přes ostrov Falster. Kromě toho je již Sjælland spojen s švédským pobřežím přes Øresundský most. Již existuje pevné spojení most-tunel mezi Sjællandem a Německem, ale pouze s použitím velké objížďky přes úžinu Velký Belt, takže tunel pod Fehmarnskou úžinou dovolí kratší, rychlejší a objemnější dopravu z Německa na Sjælland, do Švédska či Norska a zpět.

## Charakteristika tunelu
Podvodní tunely jsou buď vrtané nebo ponořené: tunely vrtané jsou běžné pro hlubinné tunely delší než 4 nebo 5 km, zatímco ponořené se běžně používají pro tunely, které procházejí relativně mělkými vodami. Ponoření zahrnuje bagrování výkopu po mořském dnu, položení základu lůžka z písku nebo z štěrku, pak položení prefabrikovaných betonových úseků tunelu do výkopu a jejich pokrytí ochrannou vrstvou zásypu několik metrů tlustou.
Tunel pod Fehmarnskou úžinou bude postaven jako ponořený a půjde o nejdelší takový tunel, který byl kdy postaven. Dne 30. listopadu 2010 projektový manažer ze společnosti Femern A/S oznámil, že byl vybrán ponořený tunel dle návrhu předloženého konsorciem Ramboll, Arup a TEC. Podle vedoucích projektových manažerů půjde o nejdelší ponořený tunel na světě, o nejdelší kombinovaný železniční a silniční tunel na světě a o nejdelší podvodní silniční tunel na světě; dále o nejhlubší ponořený tunel pro silniční a železniční dopravu, a druhý nejhlubší betonový ponořený tunel. Velikost projektu je asi pětkrát větší než tunelová část Öresundského spojení mezi Dánskem a Švédskem, což je v současné době nejdelší ponořený betonový tunel.
Nejhlubší část příkopu Fehmarnské úžiny je 35 metrů a tunelové sekce budou asi 10 metrů vysoké, takže se vytěžující čluny budou muset dostat do hloubky více než 45 metrů. Bagrováním bude vznikat příkop asi 40 až 50 metrů široký a 12–15 m hluboký. Tyto parametry odpovídají zhruba 20 milionům m³ zeminy, která se bude muset vybagrovat. Konvenční bagrovací zařízení může dosáhnout do hloubky asi 25 metrů. Vyhloubit střední část příkopu Fehmarn – v hloubce více než 25 m pod hladinou – bude pravděpodobně vyžadovat speciální bagry a koncové sací bagry.
Připravovaný tunel bude 17,6 km dlouhý, bude v hloubce 40 m pod hladinou moře a měl by vést obousměrnou železniční trať. Předložené argumenty mluvily ve prospěch tunelové varianty oproti dříve uvažované mostové variantě, zejména jde o významné snížení dopadu na životní prostředí, její nezávislost na povětrnostních podmínkách (jako je boční vítr, který má značný dopad hlavně na nákladní vozidla u mostu orientovaného v severojižním směru).
Prefabrikované části betonového tunelu budou mít obdélníkový průřez, který je asi 40 m široký a 10 metrů vysoký, bude obsahovat čtyři samostatné tunelové tubusy (dva silniční a dva železniční), navíc bude mít malou servisní spojovací chodbu: budou existovat samostatné silniční tunelové tubusy Northbound a Southbound, z nichž každý bude 11 m široký, každý se dvěma cestovními pruhy a rozdělovacím pruhem; zatímco železniční tunelové tubusy Northbound a Southbound budou 6 metrů široké (každý) a asi 10 metrů vysoké, servisní spojovací chodba bude 3 m široká; spojovací prostor mezi jednotlivými silničními tunelovými tubusy se bude lišit, ale celková šířka bude 41,2 m. Jednostupňové sekční uspořádání dvou silničních a dvou železničních tunelových tubusů vedle sebe – silniční na západě a železniční na východě – se shoduje s uspořádáním stávající silniční a železniční infrastruktury a nevyžaduje žádné propletené připojení.